# Proasellus gineti
Proasellus gineti là một loài chân đều trong họ Asellidae. Loài này được Boulanouar, Boutin & Henry miêu tả khoa học năm 1991.